# لورينزو فيريرو
لورينزو فيريرو (بالإيطالية: Lorenzo Ferrero)‏ (و. 1951  م) هو ملحن، وواضع كلمات الأوبرا، ومؤلف إيطالي، ولد في تورينو.

## التعليم
تعلم في جامعة تورينو.

## روابط خارجية
- لورينزو فيريرو على موقع IMDb (الإنجليزية)
- لورينزو فيريرو على موقع ميوزك برينز (الإنجليزية)
- لورينزو فيريرو على موقع ديسكوغز (الإنجليزية)